# Niels Nielsen (rådman)

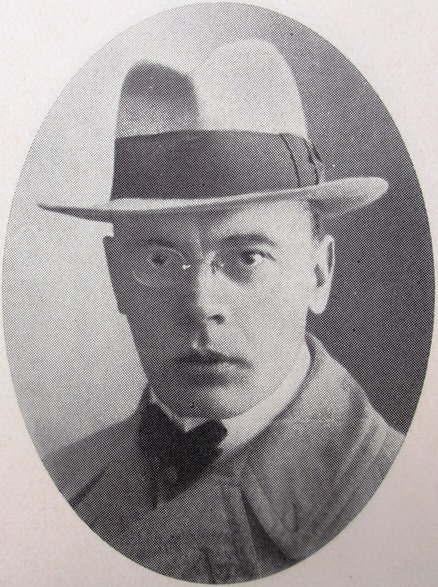
Niels Nielsen.

Niels Laurentius Nielsen, född 5 juli 1888 i Söderhamn, död där 27 september 1963, var en svensk rådman. Han var bror till Yngvar Nielsen.
Nielsen, som var son till bankdirektör Bernt Nielsen och Ulrika Tjerner, avlade studentexamen i Hudiksvall 1908 och blev juris kandidat vid Lunds universitet 1923. Han blev underlöjtnant vid Hälsinge regemente i Gävle 1910, löjtnant 1914 och kapten 1927. Han blev e.o. notarie i Svea hovrätt 1923, stadsfogde i Söderhamn 1929 och rådman där 1940. Han var landstormsområdesbefäl i Söderhamns landstormsområde 1932–1942 och var ordförande i Söderhamns skyttegille under samma period.